# Tabula Asinaria

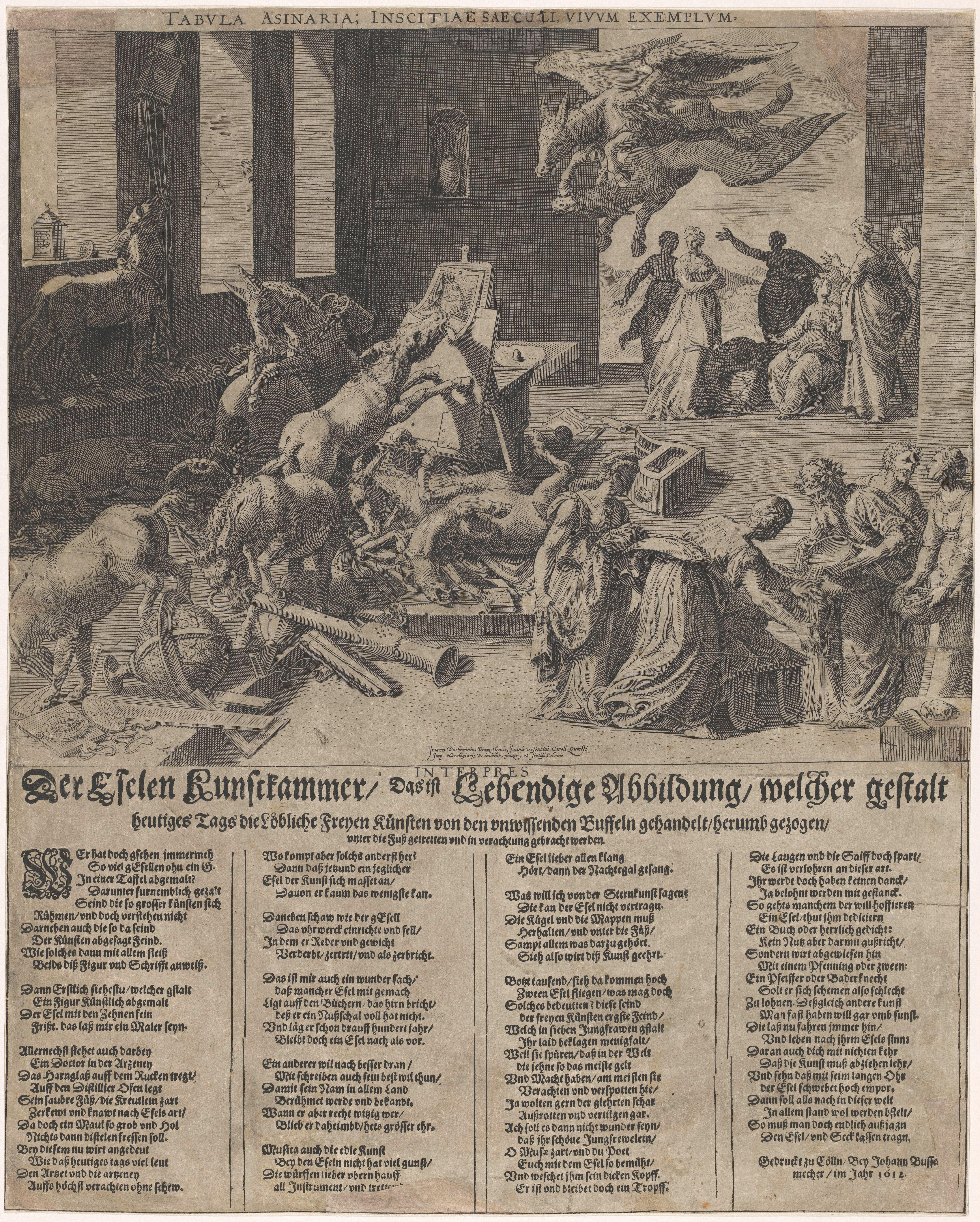
Isaac Duchemin: Tabula Asinaria. Der Eselen Kunstkammer, Kupferstich, 44,3 × 35,0 cm, Köln: Johann Bussemacher, 1612.

Tabula Asinaria (lateinisch Eselstafel) ist der Titel eines Flugblattes aus dem 16. Jahrhundert mit einer allegorischen Darstellung der Unbildung der Zeitgenossen und deren Ignoranz gegenüber den Künsten. Die Zeitgenossen sind hierzu als Esel dargestellt, die in einer Kunstkammer die in ihrem Unvermögen alle Instrumente der Kunst zerstören, so dass die Musen der Künste fliehen. Der Titel Tabula Asinaria spielt auf die Fabula asinaria an, die Eselskomödie des Plautus.

## Erste Auflage (Köln, 1582)
1582 erschien in Köln die erste Auflage des Flugblattes mit einem Kupferstich, den Isaac Duchemin († vor oder um 1600) im Auftrag des Humanisten Jean Matal (um 1517–1597), eines Schülers des Andrea Alciato (1492–1550), des Autors des ersten Emblembuchs, entworfen und gestochen hatte. Ausgangspunkt war die unter dem Kupferstich angebrachte Elegie, die eine solche Darstellung in lateinischer Sprache ekphrastisch beschreibt. Mit ihr versuchte Matal im Konfessionsstreit, der damals auch zu Lasten der Künste eskalierte, irenisch zu intervenieren. Im Einklang miteinander demonstrieren Kupferstich und Gedicht, wie eine Horde Esel – seit der Antike auch in zahlreichen anderen Bildern und Texten eine Verkörperung der Unwissenheit und lgnoranz von Kunstfeinden – in einer geräumigen Kunstkammer alle Werkzeuge und Hervorbringungen der Künste zertrampelt. Betroffen sind davon die in ihren Instrumenten und Werken repräsentierten Künste Malerei, Medizin und Pharmazie, Uhrmacherkunst und Chronologie als Wissenschaft von der Berechnung und Messung der Zeit, der Buchdruck und die Gelehrsamkeit, welche Rhetorik, Grammatik, Dialektik, Dichtkunst und die gesamte schöngeistige und wissenschaftliche Literatur umfasst, die Musik sowie Kartographie und Astronomie.
Ein Esel springt als falscher Maler gegen eine Staffelei mit Palette, so dass ein Gefäß mit dem Malmittel umstürzt und die Pinsel herabfallen. Er streckt seinen Hals hinauf zu einer als Malvorlage an die Staffelei gehefteten Skizze und reißt sie mit den Zähnen herab. Als falscher Arzt mit dem Uringlas auf dem Rücken frisst ein anderer Esel die Kräuter aus dem Füllgefäß auf einem Destillierofen, in das sie zur Extraktion ihrer ätherischen Öle gegeben wurden. Den Destillationshelm (Alembik) hat ein nun am Boden schlafender Esel bereits vom Kopf des Ofens herabgeworfen. Ein weiterer Esel zerstört eine Wanduhr. Bei dem Versuch, die Uhr einzurichten, hat er sich in die Seilzüge mit den Gewichten verbissen und reißt nun die Uhr von der Wand. Ein Esel wälzt sich rücklings in einem Berg am Boden liegender Bücher ohne dadurch gebildet zu werden. Gleich dahinter hält neben einem Tintenfässchen ein weiterer Esel eine Schreibfeder im Maul und versucht wohl vergebens, etwas Bedeutendes niederzuschreiben. Ein Esel beißt am Mundstück einer großen Bassbombarde mit Fontanelle und Schalbenschwanzklappe herum und versucht wohl vergeblich, mit dem Huf ein Tonloch zu schließen und die Flöte zu spielen. Zugleich trampelt er auf einer Laute, einer Gambe und den Pfeifen einer Schalmei herum. Ein weiterer schließlich zertritt Winkel, Kompass, Sonnenuhr und Zirkel als Instrumente der Kartographie und Astronomie und keilt gegen einen Globus aus.
In einer Parodie auf die Waschung, Salbung und Schmückung des Pegasus durch die Musen demonstriert eine Szene rechts vorne im Bild die Richtigkeit der Mahnung des Sprichworts „Asini caput ne laves nitro“ (lateinisch Wasch den Kopf eines Esels nicht mit Seife). Ein mit einem Lorbeerkranz gekrönter Dichter (poeta laureatus) bemüht sich dort mit großem Aufwand, einem Esel den Kopf zu waschen. Doch trotz aller Sorgfalt, obwohl drei Gehilfinnen Waschmittel und Handtuch herbeibringen und beim Reinigen des Kopfes helfen und obwohl auch schon Schwamm und Kamm zur Kultivierung des störrischen Tieres bereitliegen, wird es, wie auch die Elegie herausstellt, nicht gelingen aus dem Esel etwas anderes zu machen als einen Esel. Das Sprichwort von der Verschwendung von Seife, mit der man einem Esel den Kopf wäscht, war seit dem frühen 15. Jahrhundert in Italien, wurde da auch schon früh illustriert, und verbreitete sich spätestens durch die Adagia des Erasmus von Rotterdam (1466/1467/1469–1536) von 1500 in ganz Europa verbreitet. Ein 1564 datierter Kupferstich des Michele Crecchi Lucchesi (tätig in Rom 1534–1564) mit dem Titel L’Asinaria (Die Eselei) vereint eine Darstellung der Esel als Kunst- und Wissenschaftsbanausen bereits mit der Szene der vergeblichen Kopfwaschung eines Esels. Die Inschriften benennen dort den Sinn der Szene: Wer denen hilft, die die Tugend mit Füßen treten, verschwendet bloß seine Güte und Mühe, wie man Seife und Mühe verschwendet, wenn man einem Esel den Kopf wäscht, führt doch die Eselei von Natur aus Krieg gegen die Tugend und lässt Macht und Reichtum vergehen, wenn sie nicht auf Wissen gegründet sind. Die Prominenz des Themas belegt ein Nachstich des Domenico Zenoi (1552–1584) von 1582 (?), der das Motiv seitenverkehrt und teils mit einer anderen Inschrift wiederholt.
An der Schwelle zur Kunstkammer beklagen im Bildhintergrund von Dulchemins Tabula Asinaria die Musen der Sieben Freien Künste schließlich den Ruin der Kunst durch die Banausen, bereit, ihre Instrumente der Kunst und die Kunstkammer bald ganz zu verlassen. Darüber fliegen durch das große Portal hindurch zwei geflügelte Esel als Parodie auf das Dichterross Pegasus herbei – einer davon mit einem prall gefüllten Geldsack um den Hals als Zeichen dafür, worum es diesen Eseln tatsächlich geht. Die geflügelten Esel beschleunigen das Übel, mit dem die Eselei die Macht über die Kunstkammer zu ergreifen begonnen hat. Bei der ironischen Inversion des Pegasus-Motivs konnte Matals Bild-Erfindung nicht nur an die Darstellung eines herbeifliegendenden geflügelten Esels in Luccheses L’Asinaria, sondern auch an einen undatierten anonymen Kupferstich anknüpfen, der eine Götterversammlung als Ring rund um die Darstellung eines mit einer Schlange kämpfenden Pegasus und darum herum eine Ansammlung von zehn Eseln zeigt, die auf den Instrumenten und Werken der Künste herumtrampeln und sich über sie hermachen. Einige dieser Figuren übernahm Duchemin von dort sogar wörtlich in seine Tabula Asinaria.
1582, in dem Jahr, an dessen Ende der Kölner Erzbischof Gebhard I. von Waldburg (1547–1601) zum Protestantismus übertreten würde, stellte die Elegie Matals, eines engagierten Irenikers, auf dem von ihm veranlassten Flugblatt die zerstörerische Ignoranz gegenüber den Künsten in direkten Zusammenhang mit jeder Bereitschaft zum Krieg. So tadelte er zugleich alle Kriegstreiberei als Dummheit und Ignoranz.

## Zweite Auflage (Köln, 1612)
1612 produzierte der Kölner Graphikverleger, Buchdrucker und Kupferstecher Johann Bussemacher (tätig ab 1577; † nach 1616) eine Neuauflage der Tabula Asinaria. Matals Elegie ersetzte er dabei durch ein anonymes, mehrstrophiges Gedichts in frühneuhochdeutscher Sprache, in dem das im Bild Dargestellte ausführlich erläutert wird.
Der von derselben Platte vorgenommene Nachdruck des Blattes erfolgte in dem Jahr, in dem Ernst von Bayern (1554–1612), der 1583 anstelle Gebhards als Kölner Erzbischof eingesetzt worden war, im Februar 1612 gestorben, und in dem dessen Neffe Ferdinand von Bayern (1577–1650), der seit 1595 schon Koadjutor im Kölner Erzbistum war, zum neuen Erzbischof von Köln gewählt wurde. Ferdinand förderte zwar einerseits die Künste, ging andererseits aber deutlicher als sein Vorgänger gegen alles Abweichende vor. Der Übergang des Kölner Bischofssitzes an ihn dürfte daher für Bussemacher wohl der Anlass gewesen sein, eine dezidiert entschräfte Fassung des Flugblattes neu aufzulegen und hierzu mit einem neuen Text zu versehen, der zwar den Spott gegen die allgemeine Unbildung verschärfte, jeden Bezug auf Politik und Krieg nun aber vermied.